# اوورنی-رون-آلپ
اوورنی-رون-آلپ (به فرانسوی: Auvergne-Rhône-Alpes) یک ناحیه در جنوب شرقی-مرکزی فرانسه است. این ناحیه مساحتی بیش از ۶۹٬۷۱۱ کیلومتر مربع (۲۶٫۹۱۶ مایل مربع) دارد و سومین کلان‌شهر فرانسه به‌شمار می‌آید.

## خصوصیات
اورن-رون-آلپ ۷٬۶۹۵٬۲۶۴ نفر جمعیت دارد.